# Gailīši socken
Gailīši socken (lettiska: Gailīšu pagasts) är ett administrativt område i Bauska kommun i Lettland.